# عصي الطبل عريضة الأوراق
عصي الطبل عريضة الأوراق (الاسم العلمي: Isopogon anemonifolius؛ إسوبوغون أنيمونيفوليوس) هي شجيرة تنتمي لفصيلة البروطية المتواجدة فقط في شرق نيوساوث ويلز في أستراليا. يوجد هذا النبات في الأراضي الخشبية، الغابات المفتوحة، والأراضي البراحية وعلى التربة الحجرية الرملية. تتميز أوراقها بأنها منقسمة وضيقة، على الرغم من هذه الخاصية تتميز بها بعصي الطبل ضيقة الأوراق (إسوبوغون أنيثيفوليوس)، ويظهر عليها أثر لون بنفسجي خفيف خلال الأشهر الباردة. تظهر الزهور الصفراء خلال أواخر الربيع أو بداية الصيف، ويمكن رؤيتها بوضوح. ثم تليها ظهور مخاريط كروية رمادية، وهذا الذي أعطاها اسمها الشائع، عصي الطبل. يمكن العثور على البذور الرقيقة الصغيرة في أجزاء الزهرة القديمة.
تعيش هذه النبتة وقتا طويلا قد يصل إلى 60 سنة، حيث تنبت إ. أنيمونيفوليوس من قاعدتها الخشبية، أو ما يعرف بالدرنة الخشبية، بعد وقوع حريق غابة.

## الوصف

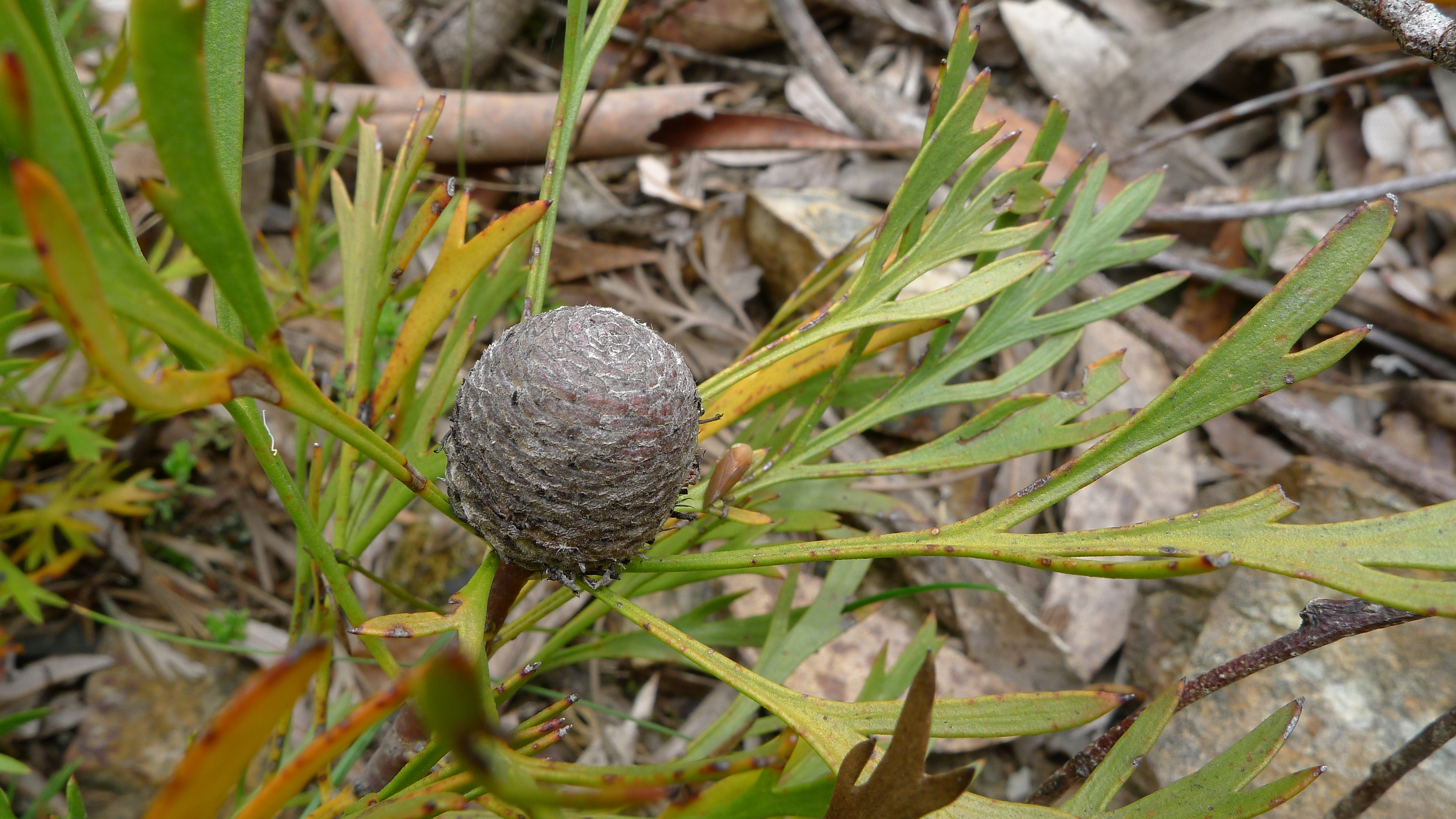
المخروط القديم، الذي أعطى للنبات اسمه الشائع

تنمو إسوبوغون أنيمونيفوليوس كشجيرة خشبية يتراوح ارتفاعها بين 1-1.5م (3¼–5 أقدام)، ولكن ينخفض طولها لحوالي 50 سم (1¾ قدم) في البراحي المكشوفة والأراضي العالية.

### نص استشهادي
- Wrigley, John؛ Fagg, Murray (1991). Banksias, Waratahs and Grevilleas. Sydney, New South Wales: Angus & Robertson. ISBN:0-207-17277-3.